# Prunus detrita
Prunus detrita är en rosväxtart som beskrevs av Macbride. Prunus detrita ingår i släktet prunusar, och familjen rosväxter. Inga underarter finns listade i Catalogue of Life.